# Моркант ап Коледдог
Морган ап Коледог (валл. Morgan ap Coleddog;) — сын и наследник Коледога ап Морканта, чьи земли, небольшая область в Чевиотах, на границе Гододина и Берниции, возможно с центром в крепости Эд Гэфрин, что к западу от Линдисфарна.

## Биография
Последний из строки князей в Северной Британии в соответствии с генеалогиями; Внук Моргана Фулха. Молли Миллер предположила, что этот род правит в Гододдине, королевстве, в том числе в Эдинбурге, и что род закончился этим Морганом, когда Эдинбург (Динас Эйдин) пал, после осады, в 638 году, согласно Ирландским Анналам..